# Seben (district)
Seben is een Turks district in de provincie Bolu en telt 6.973 inwoners (2007). Het district heeft een oppervlakte van 687,2 km². Hoofdplaats is Seben.
De bevolkingsontwikkeling van het district is weergegeven in onderstaande tabel.
| 1997  | 2000  | 2007  |
| ----- | ----- | ----- |
| 8.289 | 8.871 | 6.973 |